# Miriana Conte
Miriana Conte (* 17. prosince 2000 Qormi), je maltská zpěvačka, která s písní „Serving“ reprezentovala Maltu na Eurovision Song Contest 2025.

## Kariéra
Dne 21. prosince 2016 byla Conte oznámena jako jedna ze šestnácti účastnic soutěže Malta Eurovision Song Contest národního výběru pro účast Malty na Eurovision Song Contest 2017 s písní „Don't Look Down“. Ve finále, které se konalo 18. února 2017, se však umístila na posledním 16. místě, se ziskem 156 bodů. Dne 11. října 2017 bylo potvrzeno, že Conte byla znovu zařazena mezi šestnáct finalistů soutěže pro reprezentaci Malty na Eurovision Song Contest 2018. Tentokrát se umístila na 12. místě se ziskem 14 bodů.
V roce 2018 se zúčastnila první řady talentové soutěže X Factor Malta, kde spoluzaložila dívčí skupinu 4th Line, s níž postoupila až do závěrečné fáze soutěže. V roce 2019 skupinu opustila. Téhož roku se zúčastnila i druhé řady X Factor Malta jako sólová zpěvačka, do finále se ale již neprobojovala. V roce 2019 se rovněž podílela na společném projektu několika maltských umělců – nahrávce písně „Roll the Dice“, která se stala oficiální hymnou sérií průvodů hrdosti Malta Pride Week 2019.

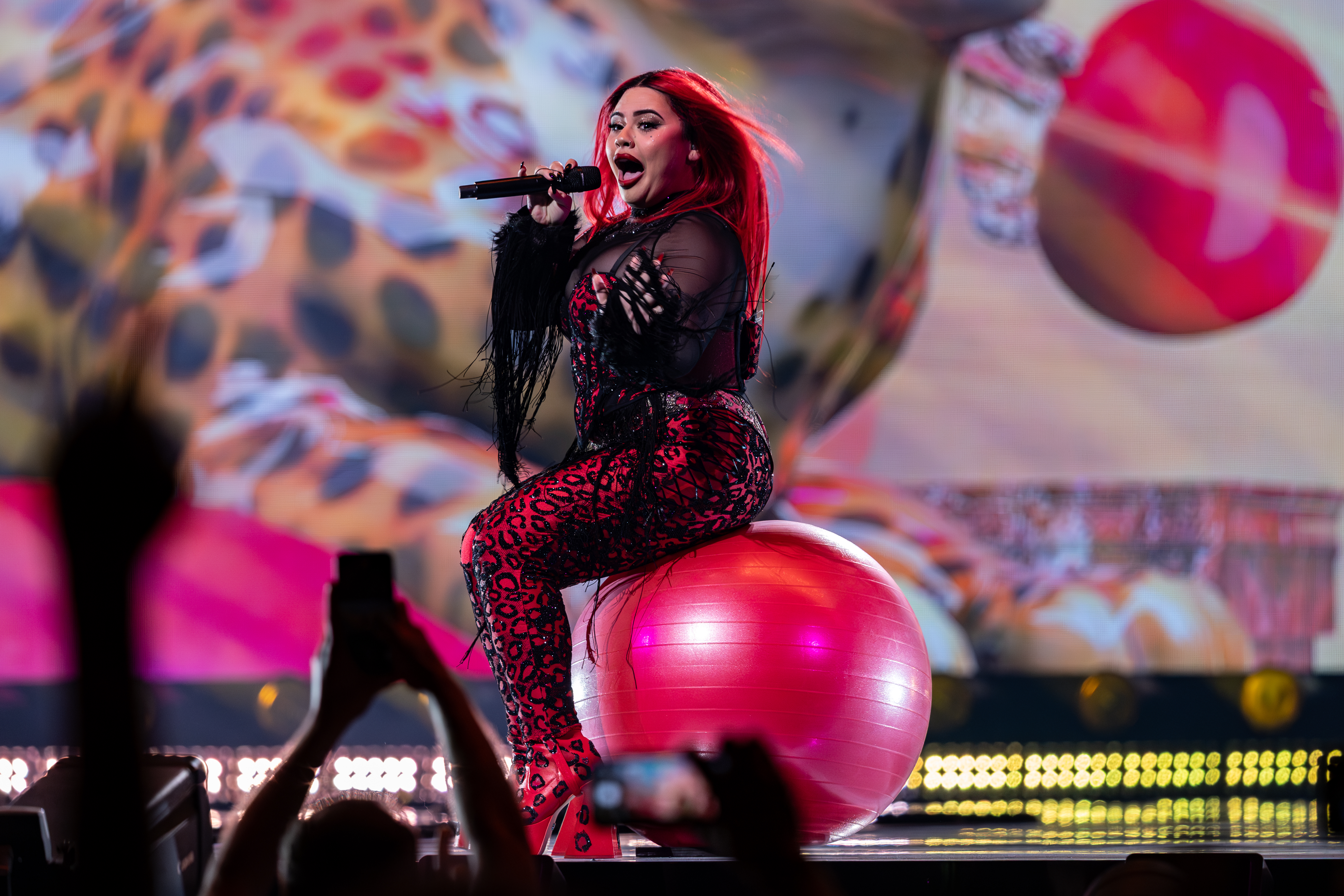
Conte vystupující s písní „Serving“ na Eurovision Song Contest 2025

V roce 2022 se vrátila na scénu Malta Eurovision Song Contest s písní „Look What You've Done Now“ a ve finále obsadila 6. místo. Dne 18. října 2023 byla opět oznámena mezi účastníky Malta Eurovision Song Contest 2024 s písní „Venom“. Byla zařazena do čtvrtého a závěrečného semifinále, které se uskutečnilo 17. listopadu. Na konci listopadu bylo potvrzeno, že postoupila do finále, konaného 3. února 2024, kde se umístila na 9. místě s 25 body.
12. prosince 2024 byla Conte znovu oznámena jako jedna z 24 semifinalistů Malta Eurovision Song Contest 2025, tentokrát se svou písní „Kant“. Po postupu ze druhého semifinále zvítězila v televizním hlasování a zároveň v celkovém pořadí se ziskem 182 bodů, čímž si zajistila právo reprezentovat Maltu na Eurovision Song Contest 2025. Po stížnosti britské veřejnoprávní stanice BBC (v souladu s regulačními předpisy Ofcomu) požádala Evropská vysílací unie (EBU) o změnu názvu písně i odstranění slova Kant z textu písně. Tento požadavek vyvolal na Maltě silný odpor – proti se postavila veřejnoprávní stanice PBS, maltská vláda i hudební komunita. Mnozí označili tento krok za diskriminaci vůči maltskému jazyku. 13. března 2025 potvrdila stanice PBS a Conte, že název písně byl pro účely soutěže změněn na „Serving“, následující den byl také zveřejněn oficiální videoklip.
Dne 15. května se na 9. místě kvalifikovala z druhého semifinále do finále. To se konalo 17. května, kde se Conte umístila na celkovém 17. místě, se ziskem 91 bodů.

## Osobní život
Má částečně italský původ, její otec pochází z Neapole a pracuje jako podnikatel. V roce 2023 jí bylo diagnostikována porucha pozornosti ADHD. Sama se identifikuje jako queer, od roku 2025 je ve vztahu s maltskou fotbalistkou Jade Flaskovou.

## Diskografie

### Singly
- 2017: „Don't Look Down“
- 2018: „Rocket“
- 2022: „Look What You've Done Now“
- 2024: „Venom“
- 2025: „Serving“
- 2025: „Għajjejt (i8)“